# Nel Ariès
Pour les articles homonymes, voir Ariès.
Emmanuel Ariès, dit Nel Ariès, né le 12 décembre 1873 à Bordeaux et mort le 31 janvier 1944 dans la même ville, est un peintre, journaliste et écrivain monarchiste français.

## Biographie

### Jeunesse et formation
Fils du colonel Emmanuel Ariès (1847-1923) et cousin germain du père de Philippe Ariès, Emmanuel[Qui ?] Nel[Qui ?] Ariès devient élève, en architecture, de l'atelier préparatoire de Jules Godefroy et Eugène Freynet, puis de celui de Marcel Lambert. En 1896, il est admis à l'École nationale des beaux-arts.

### Parcours artistique
Il expose au Salon des artistes français à Paris en 1901 où il obtient une mention honorable en 1904.
Il collabore notamment à la Chronique des arts et de la curiosité, supplément à la Gazette des beaux-arts, et à la Revue critique des idées et des livres.
En 1934, il devient président de l'Atelier, société d’artistes résidant à Bordeaux créée en 1905.

### Prises de position politique
Monarchiste, il préside la Fédération d'Action française de la Gironde, devient l'animateur de l'Action française dans le Sud-Ouest et y dirige le journal royaliste La Nouvelle Guyenne. Il se montre également un opposant du Sillon, le mouvement fondé par Marc Sangnier.

## Œuvres

### Peinture
- Paris, musée national d'Art moderne :
  - Vieux pont à Chartres, 1933, mine graphite et aquarelle sur papier, 38 × 57 cm[9] ;
  - Saint-Antonin (Tarn), vers 1930-1935, mine graphite et aquarelle sur papier, 48,8 × 32 cm[10].

### Littérature
- Le Sillon et le mouvement démocratique, La Nouvelle Librairie, 1909.
- Les Enseignements de la guerre : doctrines démocratiques, doctrines d'Action française, 1919.
- La Démocratie, c'est la paix ?, 1919.
- L'Économie politique et la Doctrine catholique : les thèses de l'économie nouvelle, la morale catholique et les enseignements pontificaux, préface de Georges Valois, La Nouvelle Librairie, 1923.
- Autour de l'Action française. Épisodes et Documents. Conversations avec le Cardinal Andrieu. Lettres du Cardinal Billot. Le cas du Sillon. Politique et religion. L'obéissance selon saint Ignace. Textes falsifiés, 1937.
- Francs-maçons et catholiques. La Main tendue, 1939[11]

### Sources
- Jean Arfel, Nel Ariès (Nécrologie d'Emmanuel Ariès), 1944.
- Guillaume Gros, Philippe Ariès (1914-1984) : Un traditionaliste non-conformiste, de l'Action française à l'École des hautes études en sciences sociales, 2008.
- Michel Leymarie, Jacques Prévôtal, L'Action française : culture, société, politique, 2008.

#### Base de données et dictionnaires
- Ressource relative aux beaux-arts :   - AGORHA
- Notices d'autorité :   - VIAF
  - ISNI
  - BnF (données)
  - IdRef
  - Pays-Bas
  - NUKAT